# Spy-Fi (subgênero)
Spy-Fi (algo como espionagem ficcional científica) é um subgênero de ficção de espionagem que inclui elementos de ficção científica e é frequentemente associado à Guerra Fria. As características do Spy-Fi incluem os efeitos da tecnologia na espionagem e os dispositivos tecnológicos usados pelos personagens, mesmo que as tecnologias e dispositivos retratados estejam bem além da realidade científica atual. 

## Definição e características
Spy-Fi pode ser definido como uma mídia que gira em torno das aventuras de um protagonista (ou protagonistas) trabalhando como agente secreto ou espião . Normalmente, essas aventuras vão girar em torno de derrotar uma superpotência rival ou um único inimigo de atingir um objetivo nefasto. O conteúdo pode incluir temas como dominação mundial, destruição mundial, armas futurísticas e gadgets . Os cenários variam de pura fantasia, como o espaço sideral ou no fundo do mar, até locais reais, mas exóticos. Spy-Fi não necessariamente apresenta a espionagem como é praticada na realidade, mas glamouriza a espionagem por meio de seu foco em equipamentos de alta tecnologia, agências e organizações com recursos quase ilimitados e aventuras incrivelmente perigosas.  
O protagonista espião pode descobrir em sua investigação que um cientista louco ou um gênio do mal e sua organização secreta estão usando tecnologia futurística para promover seus esquemas.    Exemplos disso incluem a série de filmes de James Bond, o uso de tecnologias científicas avançadas para a influência ou dominação global nos romances de espionagem The Baroness, usando tecnologia de viagens espaciais para destruir o mundo como em Kiss the Girls and Make Them Die, controle do clima em Our Man Flint, usando uma arma sônica em Dick Barton Strikes Back, um raio da morte em Dick Barton at Bay, ou substituindo líderes mundiais por gêmeos malvados em In Like Flint.

## Exemplos

### Filmes e séries
- Austin Powers (série de filmes) [5]
- Kingsman
- Os Vingadores (série de TV) [6]
- Face / Off [7]
- James Bond (série de filmes) [8]
- Missão: Impossível (série de TV) [9]
- Pequenos espiões (série de filmes)
- Tenet

### Jogos
- Global Agenda [10]